# Craugastor aphanus
Craugastor aphanus är en groddjursart som först beskrevs av Campbell 1994.  Craugastor aphanus ingår i släktet Craugastor och familjen Craugastoridae. IUCN kategoriserar arten globalt som sårbar. Inga underarter finns listade i Catalogue of Life.